# Jeanette C. Fincke
Jeanette C. Fincke (* 1964) ist eine deutsche Altorientalistin.

## Leben und Leistungen
Jeanette C. Fincke studierte Altorientalistik, Hethitologie sowie Ägyptologie an der Universität Hamburg. Im März 1989 erlangte sie den Magistertitel mit einer Arbeit zum Thema Die Adoption von Frauen nach den Urkunden aus Nuzi. Daran schloss sich ein Promotionsstudium an der Universität Würzburg an, unterbrochen von Sommersemester 1992, das sie als Gaststudentin an der Universität Tübingen verbrachte. Von April 1993 bis April 1999 war Fincke als Wissenschaftliche Mitarbeiterin am Institut für Orientalische Philologie der Würzburger Universität angestellt. Die Promotion erfolgte im März 1999, die Dissertation verfasste sie zum Thema Augenleiden nach keilschriftlichen Quellen. Untersuchungen zur altorientalischen Medizin. Von September 1999 bis August 2002 war sie im Rahmen eines von Stefan M. Maul geleiteten Forschungsprogramms, das durch das Leibniz-Förderprogramm gefördert wurde, Wissenschaftliche Mitarbeiterin der Heidelberger Assur-Forschung. Von März 2003 bis September 2003 und danach noch einmal von Oktober bis Dezember 2005 und von April bis Juni 2006 war sie im Rahmen des von der Townley Group geförderten Ashurbanipal Library Project Kuratorin am British Museum in London. Dazwischen war Fincke von Oktober 2003 bis September 2005 als Stipendiatin des Wrangell-Habilitationsprogramms Wissenschaftliche Angestellte an der Universität Heidelberg. Die Habilitation erfolgte im Januar 2006. Seitdem ist Fincke Privatdozentin für das Fach Assyriologie in Heidelberg.
Im September 2006 ging Fincke für das von Wilfred H. van Soldt geleitete Projekt Transfer of Knowledge in a Cuneiform Culture an die Universität Leiden. Im Mai 2010 wurde sie Mitarbeiterin am von Jan Gerrit Dercksen geleiteten Projekt The Impact of Migration. Migrant-Related Changes in the Ancient Near East, ebenfalls in Leiden, wie auch ihre Zeit als Gastwissenschaftlerin (Visiting Research Fellow) am Nederlands Instituut voor het Nabije Oosten (NINO) von August bis Jahresende 2012. 2013 und 2014 arbeitete sie als Stipendiatin der Gerda Henkel Stiftung am von der EU-Kommission mitfinanzierten Projekt M4HUMAN an der University of London, 2015 und 2016 als Gastwissenschaftlerin (Visiting Researcher) im Rahmen des Projektes The Great Star List des Institute of Archaeology der Hebrew University of Jerusalem und der Israel Science Foundation. August und September 2015 war sie für das von Robert Hawley geleitete und am Centre national de la recherche scientifique (CNRS) in Paris angesiedelte Projekt Floriental des Europäischen Forschungsrates erneut am British Museum, danach für eben dieses Projekt bis August 2017 am CNRS in Paris. 2017/18 war Fincke erneut Gastwissenschaftlerin am NINO in Leiden, danach ebenda als Postdoc (Postodoctoral Fellow) im Rahmen eines Katalogisierungsprojektes für die Böhl Collection.
Finckes Forschungsschwerpunkte sind die sogenannten Nuzi-Texte beziehungsweise die Texte aus dem Königreich Arrapcha. Sie forscht zu den literarischen Texten des 2. und 1. Jahrtausends v. Chr., insbesondere den mittel- und neuassyrischen Texten, zu medizinischen, astronomischen und divinatorischen Texten, aber auch den akkadischen literarischen Texten, die in Ḫattuša gefunden wurden sowie den in Ninive gefundenen Keilschrifttafeln, die in babylonischer Schrift verfasst wurden. Zudem wirkt Fincke am Hurritischen Lexikon mit und bearbeitete für die Datenbank Nineveh babylonische Texte.

## Publikationen (Auswahl)
Die Publikationsliste Jeanette C. Finckes umfasst (Stand Dezember 2023) mehr als 150 Einträge.
- Die Orts- und Gewässernamen der Nuzi-Texte (= Beihefte zum Tübinger Atlas des Vorderen Orients: Reihe B, Geisteswissenschaften, Nr. 7 / Répertoire Géographique des Textes Cunéiformes. Band 10). Dr. Ludwig Reichert, Wiesbaden 1993, ISBN 3-88226-574-4.
- Augenleiden nach keilschriftlichen Quellen. Untersuchungen zur altorientalischen Medizin (= Würzburger Medizinhistorische Forschungen. Band 70). Königshausen und Neumann, Würzburg 2000, ISBN 3-8260-2053-7.
- Herausgeberin: Festschrift für Gernot Wilhelm. Anläßlich seines 65. Geburtstages am 28. Januar 2010. ISLET, Dresden 2010, ISBN 978-3-9808466-4-6.
- An Ancient Mesopotamian Herbal Handbook. The Series URU.AN.NA and MUD-UR.MAH. Band 1: The Tablets (= Orient & Méditerranée. Band 33). Peeters, Leuven 2021.

## Belege
1. ↑  Transfer of knowledge in a cuneiform culture. Universiteit Leiden, abgerufen am 10. Dezember 2023 (englisch).

| Personendaten    | Personendaten             |
| ---------------- | ------------------------- |
| NAME             | Fincke, Jeanette C.       |
| KURZBESCHREIBUNG | deutsche Altorientalistin |
| GEBURTSDATUM     | 1964                      |